# Vojenská záložní nemocnice v Hředlích
Vojenská záložní nemocnice v Hředlích stojí na západním konci obce Hředle v okrese Beroun ve směru na Březovou.

## Historie
Nemocnice s vlastním heliportem vznikla roku 1974 na příkaz československé vlády pro případ vypuknutí války. Jako záložní nemocnice sloužila kolem roku 2005 během celosvětové hrozby ptačí chřipky a o čtyři roky později byla připravována na hrozící pandemii prasečí chřipky, kdy měla mít schopnost hospitalizovat 300 až 500 pacientů. V záložním režimu sloužila do roku 2010 a nikdy nebyla využita.
O pět let později ji česká vláda převedla na Úřad pro zastupování státu ve věcech majetkových. Několik let prázdný areál sloužil pro potřeby filmařů, kteří zde ukládali rekvizity pro natáčení seriálů, nebo jako sklad nemocničního vybavení.
Po prodeji soukromému vlastníkovi roku 2020 byl areál přestavěn na domov pro seniory s kapacitou 250 míst. Stejný vlastník přestavěl na domov pro seniory také bývalou záložní nemocnici v Mlékovicích.
Podobně zaměřené nemocnice byly v Holicích, Jílovém u Prahy, Kaznějově, Mlékovicích, Ujkovicích a Zábřehu.